# Chris Kirkland
Christopher Edmund Kirkland (Barwell, 2 de maio de 1982) é um ex-futebolista inglês que atuava como goleiro. Atualmente está sem clube.

## Carreira
Nascido em Barwell, Kirkland estudou na Heathfield School e depois no Henley College Coventry. Seu pai, Eddie, trabalhava como operador de guindastes e o ajudava nos treinos. Após um teste malsucedido no Blackburn Rovers, aceitou uma proposta do Coventry City e assinou com os Sky Blues em julho de 1998.
Promovido ao elenco principal, era a terceira opção ao gol do Coventry City, ficando atrás de Steve Ogrizovic e Magnus Hedman. Sua estreia como profissional foi contra o Tranmere Rovers, pela Copa da Liga Inglesa, em setembro de 1999. Com a aposentadoria de Ogrizovic, Kirkland passou a ser reserva imediato de Hedman, chegando a revezar a titularidade com o sueco durante a temporada 2000–01. Mesmo com pouca experiência, suas atuações fizeram ser ligado a transferências para Arsenal e Liverpool, que pagou 6 milhões de libras para contar com o goleiro e ele passou a ser o atleta mais caro da posição vendido para um clube britânico até então
Kirkland estreou pelos Reds em outubro de 2001, sendo o reserva do polonês Jerzy Dudek. Em dezembro de 2002, após Dudek falhar várias vezes no jogo contra o Manchester United, o técnico Gérard Houllier decidiu colocar Kirkland como titular - em 14 jogos, não sofreu gols em 6. Uma lesão no tornozelo o tirou do restante da temporada, e Kirkland ainda foi prejudicado por outras lesões que o deixaram de fora por vários períodos.
Em 2004–05, chegou novamente a barrar Dudek e atuou em 14 partidas (10 pela Premier League e 4 pela Liga dos Campeões da UEFA) antes de perder a vaga para o polonês devido a uma lesão nas costas que também o impediu de ser relacionado para a decisão da LC contra o Milan. Seu substituto, Scott Carson, chegou a oferecer a medalha de vencedor a Kirkland, que recusou. Em seu último ano de contrato com o Liverpool, o goleiro atuou por empréstimo em West Bromwich Albion e Wigan Athletic, que o contratou em definitivo em outubro de 2006. O ponto mais baixo da carreira de Kirkland na Premier League foi na partida contra o Tottenham, quando sofreu 9 gols, e ele seria emprestado para o Leicester City em novembro de 2010, após perder a titularidade para Ali Al-Habsi, mas sua passagem pelos Foxes quase foi encerrada após um espasmo nas costas. Ele atuaria em 3 jogos pelo Leicester antes de ser devolvido ao Wigan para tratar a lesão. Os Latics chegaram a emprestá-lo ao Cardiff City em fevereiro de 2011, mas a transferência foi cancelada após o goleiro ter contraído um vírus. Em outubro do mesmo ano, Kirkland foi emprestado ao Doncaster Rovers, onde atuou apenas uma vez antes de ser devolvido ao Wigan para tratar um novo espasmo nas costas
.
Em maio de 2012, foi contratado pelo Sheffield Wednesday, disputando 91 partidas em 3 temporadas. Em agosto de 2015, assinou com o Preston North End, inicialmente como reserva de Jordan Pickford. Com a volta deste último ao Sunderland, estreou pelos Lilywhites em janeiro de 2016, contra o Peterborough United, pela terceira fase da Copa da Inglaterra, e disputou mais 5 partidas pelo Preston até maio. 1 mês depois, foi anunciado como reforço do Bury, equipe da Football League One, assinando por um ano. Porém, deixou os Shakers em agosto, alegando motivos pessoais - posteriormente, o goleiro revelou que estava lutando contra a depressão por 4 anos.

## Seleção Inglesa
Tendo jogado pela seleção Sub-21 da Inglaterra entre 2001 e 2003, Kirkland estreou pelo English Team em agosto de 2005, num amistoso contra a Grécia. Quando ele tinha 11 anos, seu pai e alguns amigos da familia do goleiro haviam apostado 100 libras (cada um com possibilidade de 100/1) de que Kirkland atuaria em um jogo pelo English Team antes dos 30 anos, e cada um recebeu 10 mil

## Pós-aposentadoria
Após deixar os gramados, tornou-se treinador de goleiros do Port Vale em janeiro de 2017, além de ter inaugurado a Chris Kirkland Goalkeeper Academy em outubro.
Em julho de 2018, voltou ao Liverpool para ser treinador de goleiros da equipe feminina dos Reds, chegando a ser técnico interino após a saída de Neil Redfearn em setembro e exercendo a função até outubro, quando também passaria a ser auxiliar-técnico de Vicky Jepson. Saiu do Liverpool em março de 2019 para se dedicar à sua academia de goleiros, sendo nomeado preparador no Colne, equipe das divisões menores da Inglaterra, em junho de 2020.

## Títulos
Liverpool
- Liga dos Campeões da UEFA: 2004–05

### Individuais
- Jogador do Ano pelos Jogadores do Coventry City: 2000–01
- Jogador do Ano pelos Jogadores do Wigan Athletic: 2007–08